# Vadstena (Gemeinde)
Koordinaten: 58° 27′ N, 14° 54′ O

Vadstena ist eine Gemeinde (schwedisch kommun) in der schwedischen Provinz Östergötlands län und der historischen Provinz Östergötland. Der Hauptort der Gemeinde ist Vadstena. Die Gemeinde gehört zu den kleinsten Gemeinden Schwedens. Weitere Orte in der Gemeinde sind Borghamn, Hagebyhöga, Herrestad, Hov, Källstad, Nässja, Orlunda, Rogslösa, Strå, Väversunda und Örberga.

## Geographie
Die Gemeinde erstreckt sich etwa 25 km längs des Ostufers des Vättersees. Der größte Teil der Gemeinde wird von leicht gewelltem Flachland eingenommen. Im Südwesten der Gemeinde liegt der Omberg, der den See von der Ebene im Osten trennt. Längs des Berges gibt es mehrere Sumpfgebiete, und im Südosten den See Tåkern, ein bekanntes Vogelschutzgebiet.